# Зелёный Должок
Зелёный Должок (укр. Зелений Довжок) — посёлок, входит в Тростянецкий район Винницкой области Украины.
Население по переписи 2001 года составляло 43 человека. Почтовый индекс — 24335. Телефонный код — 4343. Занимает площадь 0,16 км². Код КОАТУУ — 524184803.

## Местный совет
24335, Вінницька обл., Тиврівський р-н, с. Савинці, вул. Мічуріна, 1